# بحيرة غاردا
 بحيرة غاردا  هي أكبر بحيرة في إيطاليا، وهي تقع في شمال إيطاليا في منتصف الطريق بين فينيسيا وميلانو تقريباً. شكّلت الأنهار الجليدية هذه المنطقة في جبال الألب في نهاية العصر الجليدي. يحدّ البحيرة مقاطعات فيرونا من الجنوب الشرقي وبريشيا من الجنوب الغربي وترينتو من الشمال. يمكن الوصول إليها بسهولة من الشمال عن طريق طريق برينر. والبحيرة وجهة سياحية رئيسية، فهي تضم عدداً من الفنادق والمنتجعات على طول شواطئها. لقربها من ميلانو، كان لبحيرة غاردا تأثير على عالم الموضة.
نزح إليها الإنسان قبل نحو 4000 سنة .

## الجغرافيا

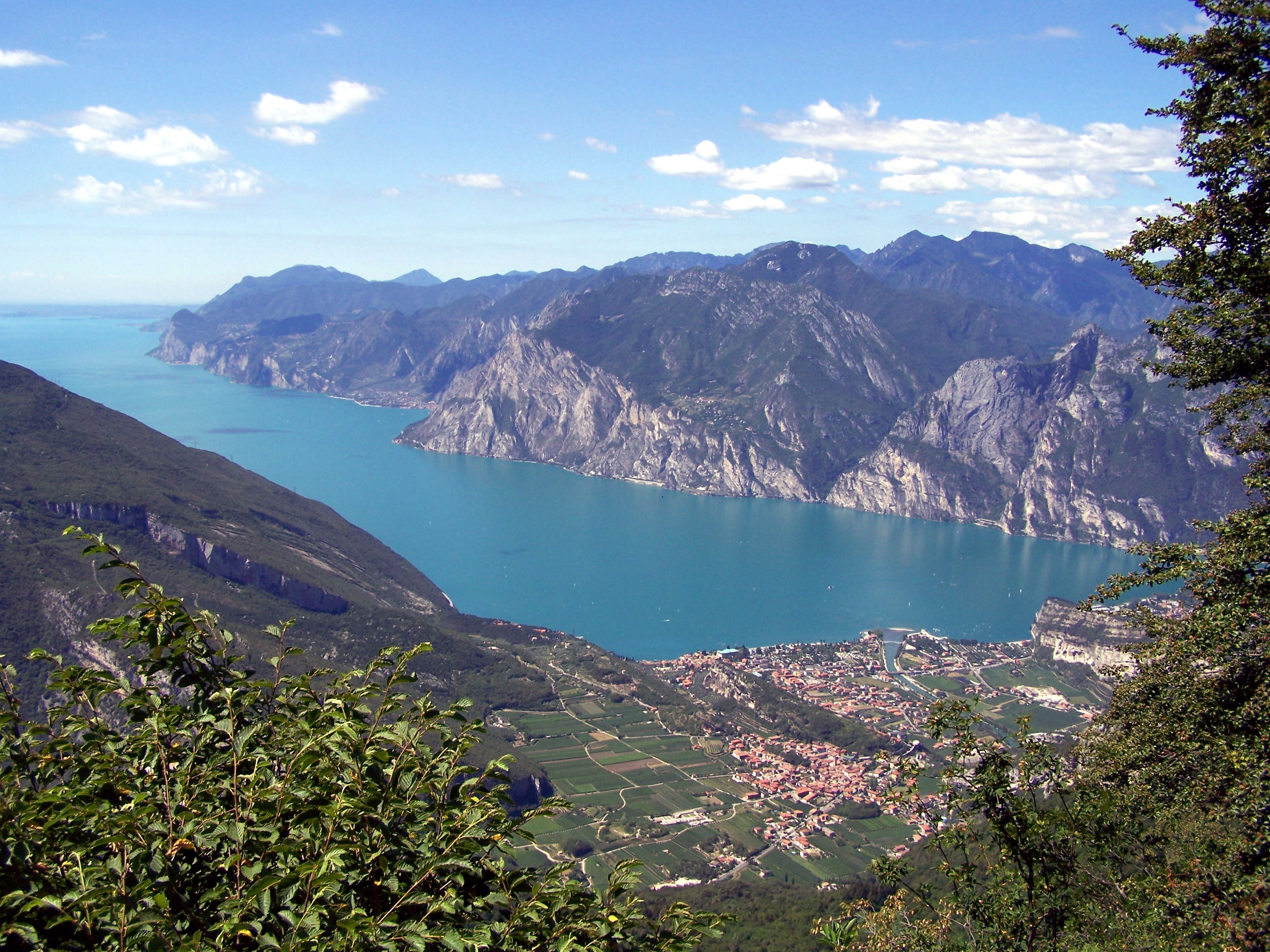
مشهد من الجزء الشمالي للبحيرة

### الجزر
توجد خمس جزر في البحيرة، وجميعها ذات مساحات صغيرة نوعًا ما. وتسمى الجزيرة الأكبر من بين الجزر الخمسة جزيرة غاردا، وعلى أرض هذه الجزيرة بنى القديس فرنسيس الأسيزي ديرًا في عام 1220. وفي القرن الثامن عشر هدم هذا الدير، وبنى فوقه قصرًا على طريقة العمارة القوطية الحديثة يعود للقرن التاسع عشر. وعلى مسافة قريبة توجد الجزيرة الثانية من حيث المساحة وتسمي جزيرة سان بياجو وتعرف أيضًا بجزيرة الأرانب حيث كانت الجزيرة تمتلئ بالأرانب في القرن السادس عشر والتي كانت تشكّل صيدًا ثمينًا. وتقع جزيرة الأرانب في أقصى الجنوب الشرقي لخليج منيربا ديل غاردا. وتقع تلك الجزيرة على مقربة من الساحل حيث يمكن الوصول إلى سيرًا على الأقدام في فترات الجفاف.
وعلى طول الضفة الشرقية للبحيرة توجد ثلاثة جزر أخرى ذات مساحات ضئيلة. وتقع تلك الجزر بالقرب من مدينة مالسيسيني، وتسمى الجزيرة الشمالية جزيرة الزيتون، وجزيرة الحلم والتي يمكن الوصول إليها سيرًا على الأقدام في فترات الجفاف، وأخيرًا نجد جزيرة تريملوني والتي تقع في جنوب البحيرة.

## الهيدروغرافيا

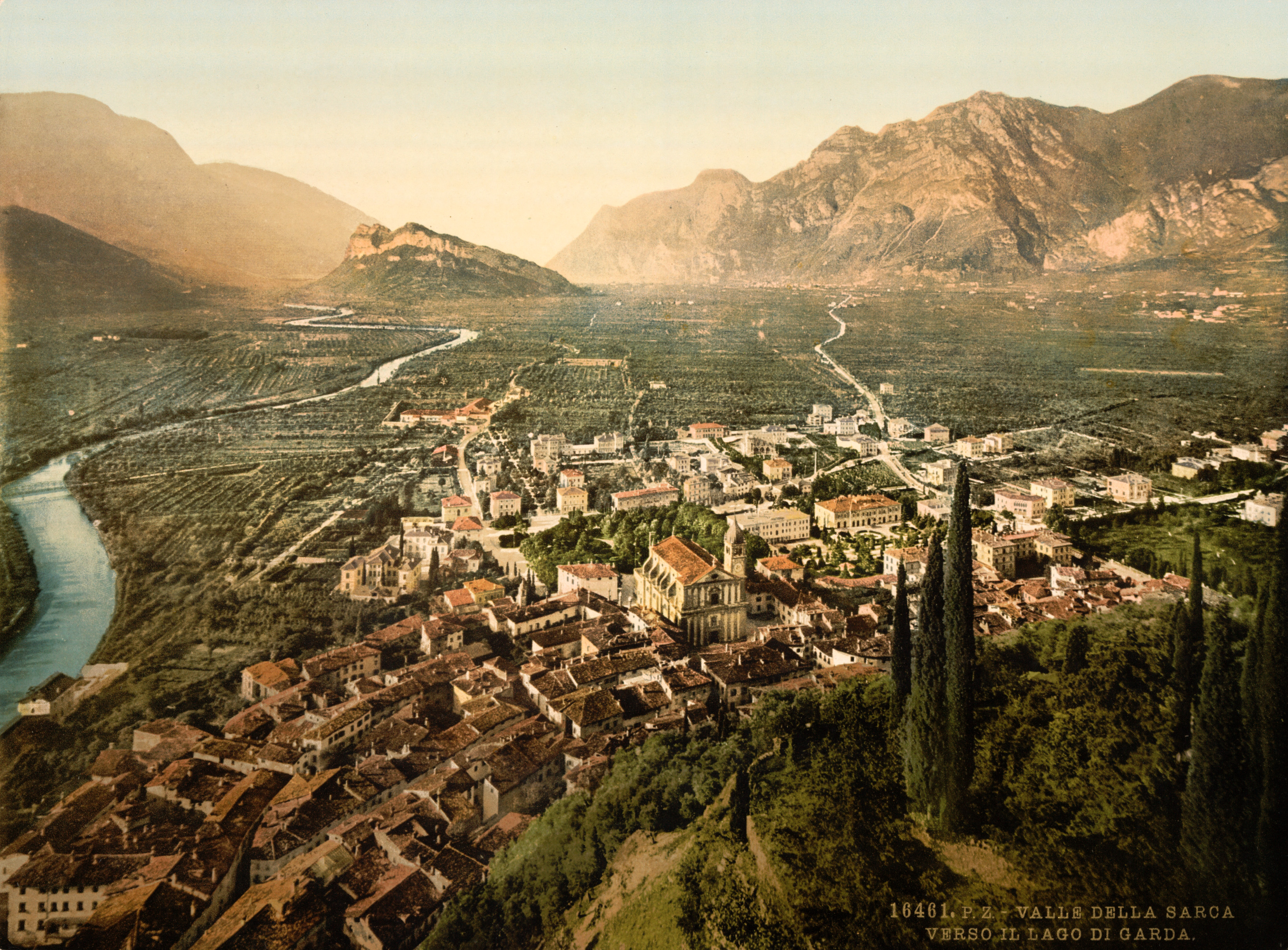
صورة توضيحية

### مستوى ودرجة حرارة الماء
يتباين متوسط ارتفاع مياه البحيرة -التي تقع على ارتفاع 65 متر فوق مستوى سطح البحر- بدرجة محدودة حسب التغيرات الموسمية، وبخاصة إذا ما تم مقارنتها بالتغيرات التي تحدث للبحيرات الكبيرة الواقعة قبل جبال الألب. ويترواح التباين ما بين متر ومتر ونصف. وتتراوح درجة حرارة مياه البحيرة بين 12 درجة مئوية عند المياه السطحية، و 8 درجات مئوية عند عمق 100 متر. وتتباين درجة حرارة المياه السطحية خلال العام بصورة كبيرة، حيث تصل درجة الحرارة إلى 6 درجات مئوية في ديسمبر وتصل في أغسطس إلى 27 درجة مئوية.

### التضاريس تحت سطح الماء
يمكن تقسيم البحيرة إلى قسمين مثاليين: الحوض الشمالي الغربي الذي تبلغ مساحته حوالي 93% من مساحة البحيرة ويصل عمق المياه فيه إلى 346 مترًا، والحوض الشرقي الذي يصل عمق المياه فيه إلى 79 مترًا فقط. ويعود سبب تقسيم البحيرة إلى قسمين إلى وجود صدع مغمور تحت الماء بين مدينتي سيرميوني وبونتا سان فيجيليو والذي شكل حاجزًا طبيعيًا، مما يمنع عملية اختلاط وتجانس المياه بين قسمي البحيرة. وتشكل منطقة «سيكا دي غاردا» أكثر مناطق هذا الصدع ضحالة حيث يبلغ عمق المياه ما بين 3-5 أمتار، حيث تم وضع علامات تحذيرية طافية لتحديد هذه المنطقة الضحلة. ويوجد أقصي عمق تقريبي للبحيرة أمام الساحل ما بين مدينتي كاستيليتو وبرينزوني.

## الحياة النباتية والحيوانية
في البداية، ساهم كل من تشكّل الجليد وذوبانه في تكوين غطاء نباتي مماثل لذلك الموجود في مناطق أوروبا القارية، ففي أعقاب فيضان كبير حدث في القرن السابع الميلادي اتسعت حدود الغابة وبدأ الغطاء النباتي الموجود بجانب البحيرة باكتساب خصائص جديدة: فازدادت أصناف المحاصيل الزراعية والتي تتميز بها بحيرة غادا حتى يومنا هذا. فنجد الكستناء الحلو، والجوز، وأشجار الزيتون، وكرم العنب، والحبوب. بالإضافة إلى التغيير الحاصل في أنواع المحاصيل المزروعة نجد تغيرًا أيضًا وزيادة في أصناف النباتات البرية التي تنمو دون تدخل الإنسان، الأمر الذي جعل من البحيرة استثنائية بالنسبة لعلماء النباتات، وذلك بفضل تنوع المناخ ما بين مناخ متوسطي على الساحل إلى ألبي في الجبال التي تحيط بالبحيرة.
في الواقع، إن متسلقي سلسلة بالدو الجبلية -التي كان يحتفل بها في العصور القديمة وكانت تعرف بحديقة أوروبا بسبب الثروة النباتية الهائلة التي تتمتع بها تلك الجبال- سيواجهون العديد من المجموعات النباتية المختلفة. فعلى ارتفاعات منخفضة يوجد العديد من نباتات البيئة الدافئة التي تنمو في السهوب مع وجود مناخات رطبة ودافئة مثل: نباتات الشيح، والقتاد، والغار، والسنديان الأخضر، والطقسوس، والبطم التربنتيني. وعند صعود المنحدرات التي يتراوح ارتفاعها بين 400-800 متر نجد الغابات المتوسطة التي تتميز بوجود نباتات مثل: الأوستريا شردية الأوراق، والمران، والبلوط الوبري، ونجد على نطاق أقل نباتات مثل: الميس الجنوبي، والبندق الشائع، والإجاص. بعد ذلك يمكن للمتسلق أن يجد مجموعة من الأشجار عريضة الأوراق مثل: الغبيراء، والقيقب. ويتكون الغطاء النباتي بصورة رئيسية من أشجار الزان على ارتفاع 1000 متر وصولًا إلى ارتفاع 1200 متر، وعلى ارتفاعات أكبر بقليل توجد أشجار التنوب الشوحي، وبصورة نادرة أشجار الشوح الأبيض. وبدءًا من ارتفاع 1700 متر يبدأ المناخ الألبي فنجد ورديات رودودندرون، والنباتات الإبرية، والورود الجبلية، وأشجار الصنوبر. وفي المنطقة التي تواجه مدينة بريشا نجد تنوعًا نباتيًا مشابهًا لذلك الذي يوجد في سلسلة بالدو الجبلية، غير أنه يتأثر بكثرة بسبب ذوبان الجليد والارتفاع المنخفض، حيث يبلغ أعلى ارتفاع للجبال التي توجد في بريشا 1975 متر، بينما يبلغ ارتفاع قمة فالدريتا والتي توجد في سلسلة بالدو الجبلية 2218 متر. أما في الجزء الذي يواجه مدينة فيرونا فنجد مناخًا ملائمًا فدرجات الحرارة معتدلة. وتسمي هذه المنطقة من البحيرة ساحل الزيتون وذلك بسبب وجود العديد من أشجار الزيتون، وتسمي ضفة البحيرة عند مدينة بريشا ساحل الليمون حيث يزرع الليمون في حدائق مدرجة.
أما فيما يتعلق بالحياة السمكية فنجد أكثر من 25 نوعًا من الأسماك في البحيرة. ويعد سمك الكاربيون من أهم الأنواع المتوطنة في البحيرة، وهي نوع من أسماك السلمون التي تعيش في أعالي البحيرة وتتغذى على العوالق. كان لحم أسماك الكاربيون ذو قيمة كبيرة منذ العصور القديمة، ولكن تسبب هذا في الإفراط في صيدها مما دفع بها إلى خطر الانقراض. ويعد تدهور جودة المياه أحد أخطر الأسباب التي أدت بتلك الأسماك إلى حافة الانقراض. ونجد العديد من الأسماك التي تواجدت في البحيرة منذ القدم وعدد آخر من الأسماك الدخيلة مثل: الأنقليس الأوروبي، وسمك البربوط، وسمك الكاربيون، وسمك التنش، والسلمون المرقط البني، والكورجون الأوروبي، والشبوط الشائع، وأسماك الفرخ الأوروبي.
وتوجد العديد من أنواع الطيور المائية، وعلى الرغم من ذلك فإن العديد من الطيور التي كانت تقف على ضفاف البحيرة في الماضي لم تعد تظهر اليوم مثل: طيور النحام الوردي والبجع. ويكثر وجود طيور البط (البط البري، وبط السماري، والحذف الشتوي، والشرشير الصيفي) وتوجد طيور أخرى مثل: كالبلشونيات، وطيور الغرة، والإوز العراقي، ولكن يعد النورس الطائر الأكثر انتشارًا من بين هذه الطيور وذلك بسبب وجود أنواع كثيرة من الأسماك التي يمكن أن يتغذى عليها.

## التاريخ
حافظ سكان منطقة بحيرة غاردا حتى القرن التاسع عشر على العديد من الصفات الخاصة التي نتجت عن تاريخ ضارب في القدم وعن عمليات التكيف العميقة مع البيئة التي يعيشون فيها. وكانت تلك الخصائص والصفات المميزة جلية بين سكان الجزء الشمالي من البحيرة، حيث لم يحظوا بفرصة في التواصل مع العالم الخارجي بسبب التضاريس الصعبة لبيئتهم التي كانت تجعل من التواصل مع الآخرين أمرًا صعبًا. وأدت تلك الظروف البيئية المحيطة إلى ظهور شعب ذي خصائص مميزة ودقيقة، وإلى ظهور أسلوب حياة خاص به. وبدأت تلك الصفات المميزة لسكان منطقة البحيرة في الاختفاء ببطيء بداية من القرن التاسع عشر عندما شاع الاتصال مع العالم الخارجي.

### مرحلة ما قبل التاريخ
عثر على بعض الآثار التي تدل على الوجود البشري في منطقة البحيرة والتي تعود إلى العصر الحجري الوسيط مثل الأدوات المصنوعة من حجر الصوان. وعند ارتفاعات معينة نجد تلك الآثار ولكن بصورة أقل حيث محت تحركات الأنهار الجليدية كل القرائن التي كان من الممكن أن تثبت وجود الإنسان في منطقة البحيرة في عصور ما قبل التاريخ. أما بالنسبة للعصر الحجري القديم فنجد بعض العلامات التي تؤكد على وجود تجمعات بشرية، وبخاصة عند سفوح السلاسل الجبلية كبالدو وستيفو. وفي العصر الحجري الوسيط نجد أن أكثر المناطق المأهولة بالسكان كانت منطقة جبال بالدو وذلك بسبب وجود كميات كبيرة من الأدوات المصنوعة من حجر الصوان. وقد تم اكتشاف تلك الآثار بالقرب من مدن ناجو، وأركو، ومانيربا. وتؤكد بعض الأشياء التي وجدت في المقابر التي تعود إلى تلك الحقبة بالقرب من أركو اتصال سكان البحيرة بثقافة الزهريات مربعة الفوهة في العصر الحجري الحديث والتي انتشرت في شمال إيطاليا في الألفية الخامسة قبل الميلاد. بيد أن أكبر دليل على الوجود البشري في منطقة البحيرة في مرحلة ما قبل التاريخ يعود إلى العصر البرونزي، حينما ظهرت العديد المنازل القائمة على ركائز في المنطقة الجنوبية من البحيرة وفي داخل البحيرة أيضًا والتي تركت خلال العصر الحديدي بحثًا عن مواقع أكثر إستراتيجية. وكانت منطقة البحيرة نقطة للالتقاء بين شعبي الريتي وقدماء الفينيتو ويؤكد هذه الفرضية وجود مقبرة تنتمي لشعب قدماء الفينيتو في منطقة البحيرة، بالإضافة إلى أن الإتروسكان وصلوا لتلك المنطقة للتجارة. واستوطن شعب السينوماني السلتي المنطقة الواقعة بين بريشا والبحيرة حوالي القرن السادس قبل الميلاد وتركوا بها معظم آثارهم.

### التاريخ القديم
بدأت مرحلة اندماج شعب السينوماني الذي كان يسيطر على منطقة بحيرة غاردا والرومان حوالي عام 225 قبل الميلاد عندما تم تواقع معاهدة تحالف بين شعب السينوماني، وقدماء الفينيتو، والرومان وعلى الرغم من ذلك بدأت رومنة منطقة البحيرة بصورة فعلية مابين القرنين الثاني والأول قبل الميلاد، بحيث تم منح سكان المنطقة نفس الحقوق التي يتمتع بها سكان المدن اللاتينية في عام 89 قبل الميلاد وذلك تنفيذًا لرغبة من القنصل الروماني جنيو بومبيوس سترابوني. وبعد أربعين عامًا تم منح حق المواطنة الرومانية لسكان بريشا والتي كانت تضم الساحل الغربي والشمالي للبحيرة وفيرونا التي كانت تقع على الساحل الشرقي.
ويعد القرن الأول الميلادي أحد أهم القرون إستراتيجية حيث تم إنشاء العديد من الطرق المهمة كالطريق الغالي والذي كان يربط فيرونا بميلانو ويمر عبر مدينة بيسكيرا والتي كانت تسمى أريليكا والطريق كلوديوس أوغسطس والذي كان يربط وادي نهر البو مع ممر ريزيا الجبلي وبالتالي الأراضي التي تقع في أقاصي الشمال، بالإضافة إلى عدد من الطرق الفرعية التي كانت تربط وادي نهر أديجي مع منطقة البحيرة، وطريق بحيرة غاردا. كما تم تشييد تجمعين قرويين في بريشا وفيرونا.

## البنية التحتية والمواصلات

### شبكة الطرق
تقع البحيرة في المنتصف بين فيرونا وترينتو وبريشا، ولذلك فمن السهل الوصول إليها من خلال الطرق التي تعبر سهول نهر البو وطرق محور روما-برينيرو مثل:
- الطريق السريع A4 عبر:

مخرج مدينة ديسينزانو دل غاردا
مخرج مدينة سيرميوني
مخرج مدينة بيسكيرا دل غاردا
- طريق برينيرو السريع A 22 عبر:

مخرج فيرونا الشمالي
مخرج مدينة أفي - بحيرة غاردا الشمالي
مخرج مدينة روفيريتو الجنوبي - بحيرة غاردا الشمالي
تخدم شبكة من الطرق التي تمتد على طول البحيرة بأكملها منطقة بحيرة غاردا وتتكون من الطرق الآتية:
- الطريق الرئيسي رقم 11 والذي يعبر سهول نهر البو والذي يصل بين مدينتي بيسكيرا دل غاردا وديسينزانو دل غاردا
- الطريق الرئيسي رقم 45 والذي يوجد غرب البحيرة ويصل بين مدينتي سالو وريفا دل غاردا
- الطريق الرئيسي رقم 249 والذي يوجد شرق البحيرة ويصل بين مدينتي بيسكيرا دل غاردا وريفا دل غاردا
- الطريق مدينة سالو الرئيسي رقم 572 الذي يصل بين مدينتي سالو وديسينزانو دل غاردا

وتوجد العديد من خطوط النقل العام التي تتضمن حافلات شركات نقل مدينة فيرونا، وبريشا، وترينتينو.

### السكك الحديدية
يمكن الوصول لمنطقة بحيرة غاردا مباشرة عن طريق خطط السكك الحديدية الذي يربط بين مدينتي ميلان والبندقية، حيث يمكن للمرء أن يستقل القطار حتى محطة ديسينزانو-سيرميوني أو محطة بيسكيرا دل غاردا. في الماضي كان يمكن الوصول إلى منطقة البحيرة عن طريق العديد من خطوط السكك الحديدية والترام والتي أهملت مع مرور الوقت مثل: خط روفيريتو-أركو ريفا الذي أغلق في عام 1936، وخط بريشا-سالو الذي أغلق في عام 1954، وخط فيرونا-كابرينو-غاردا الذي أغلق في عام 1959، وخط مانتوفا-بيسكيرا دل غاردا الذي أغلق في عام 1967، وخط ديسينزانو دل غاردا- الميناء الذي أغلق في عام 1969.

### المطارات
يخدم منطقة البحيرة بشكل رئيسي مطار فيرونا فيلافرانكا القريب. في البداية كان المطار يستخدم من قبل قوات سلاح الجو الملكي الإيطالية في الحرب العالمية الثانية، ولكنه أصبح مطارًا مدنيًا منذ بداية الستينيات حيث تم تنظيم العديد من رحلات الطيران العارض التي تربط المطار بمدن شمال أوروبا، والرحلات اليومية التي تصل إلى روما، وفي عام 1978 تم تأسيس شركة حولت المطار إلى مطار مدني، وبنت محطة لوصول ومغادرة الركاب تم تجديدها بالكامل بعد ذلك في التسعينيات. وقامت الشركة بتوسعة مناطق انتظار الطائرات والسيارات، وربطت المطار بطرق فيرونا السريعة، مما أدي إلى الوصول إلى المطار بصورة أسرع، لدرجة أن القدرة الاستيعابية للمطار تخطت المليون راكب سنويًا في عام 1995، وفي عام 2001 وصلت إلى مليوني راكب سنويًا، وفي عام 2006 تخطت الثلاثة ملايين راكب. ولا يبعد مطار بريشا-مونتيكياري بكثير عن منطقة بحيرة غاردا ولكنه يستخدم بصفة رئيسية في خدمات الشحن والخدمات البريدية.

## معرض الصور

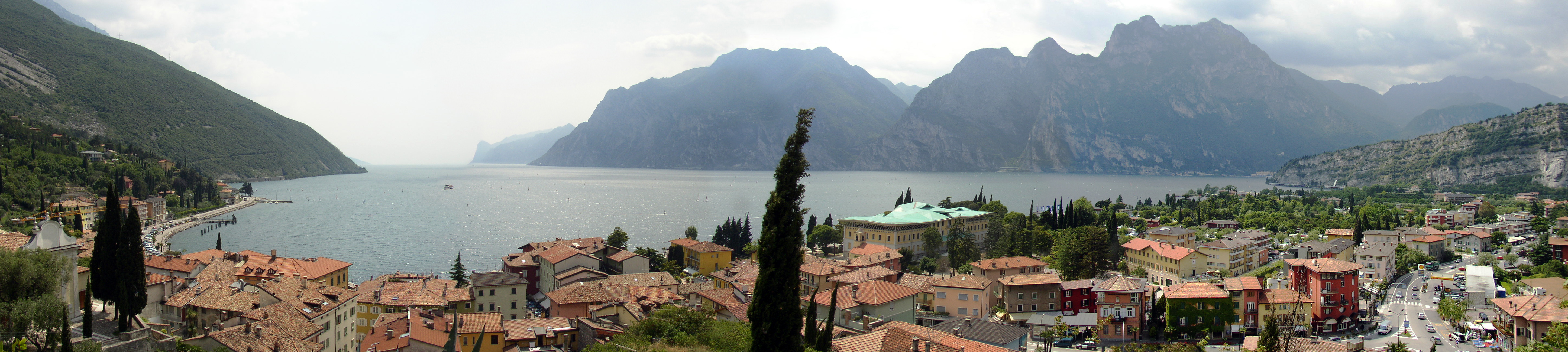
منظر للبحيرة من ناحية مدينة ريفا في الشمال.

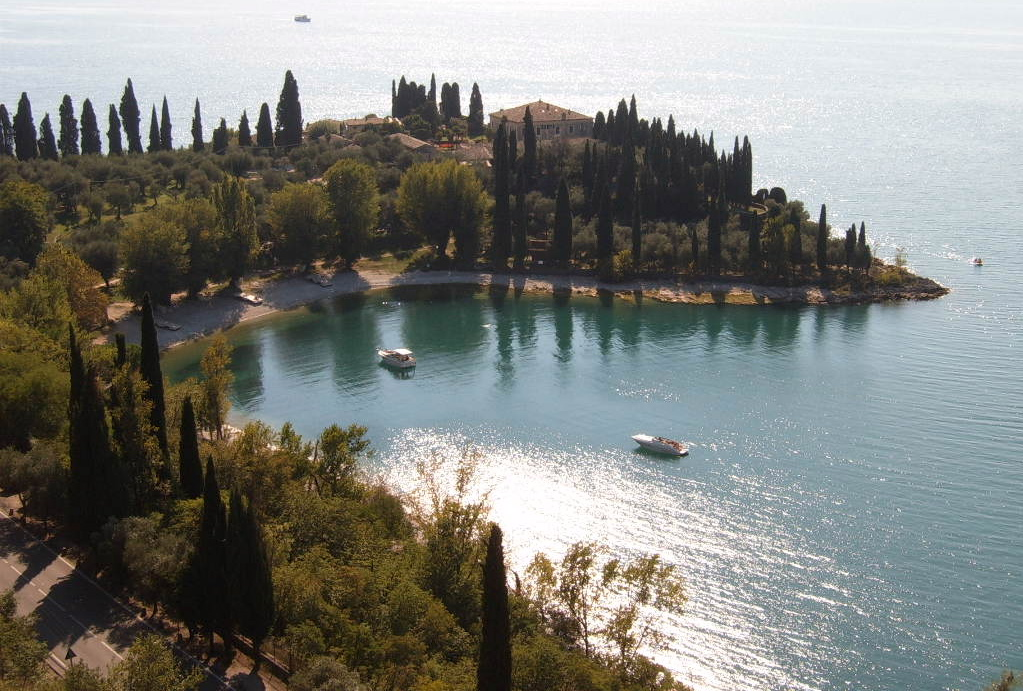
منظر عند مدينة "غاردا"
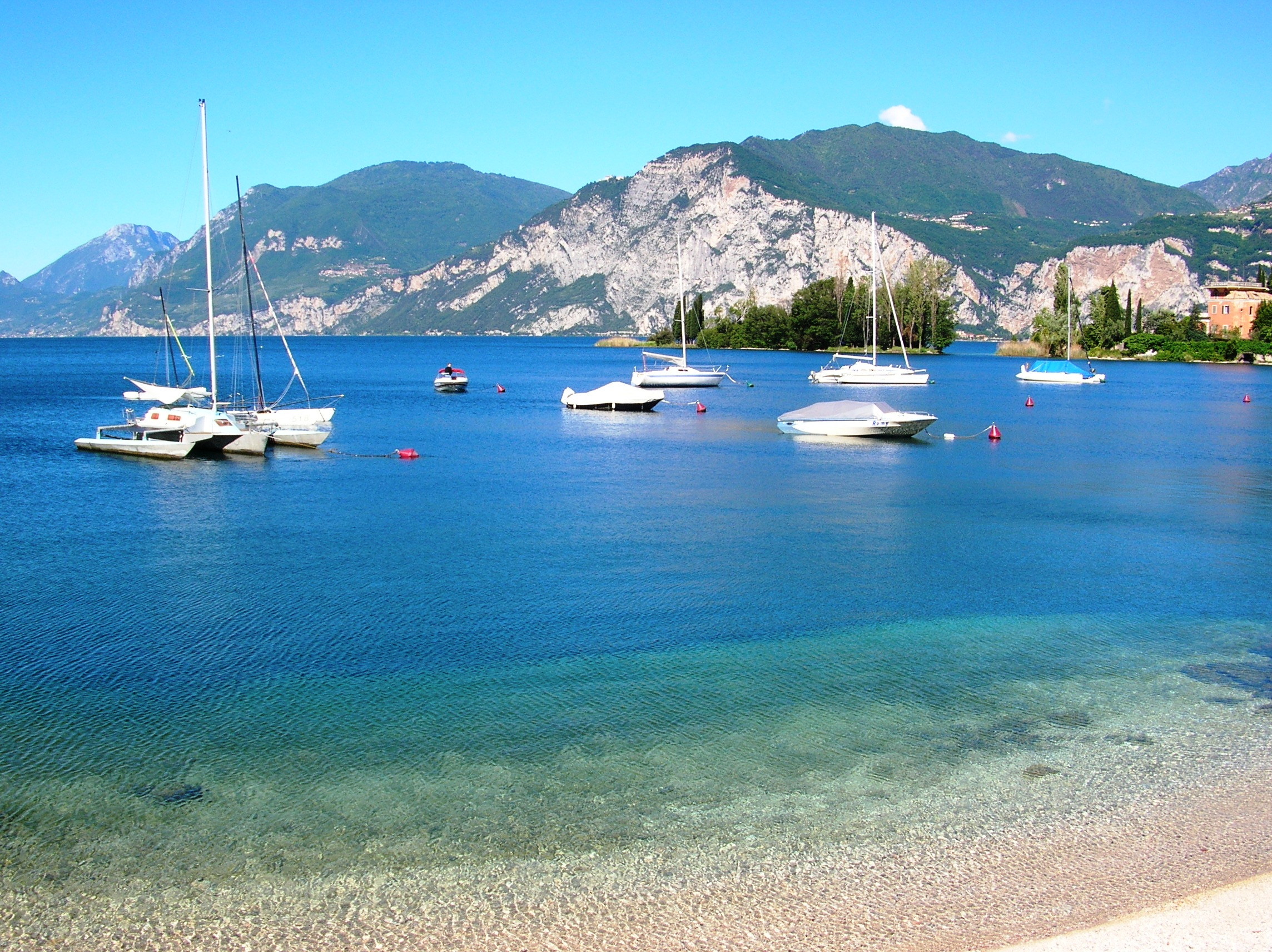
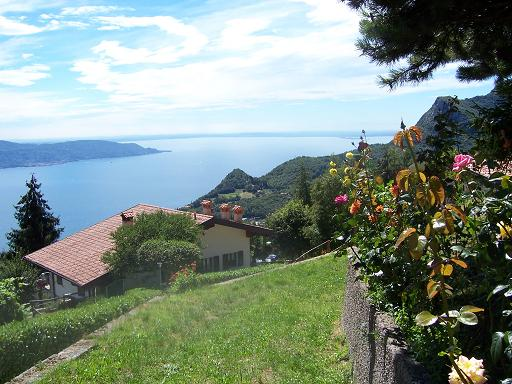
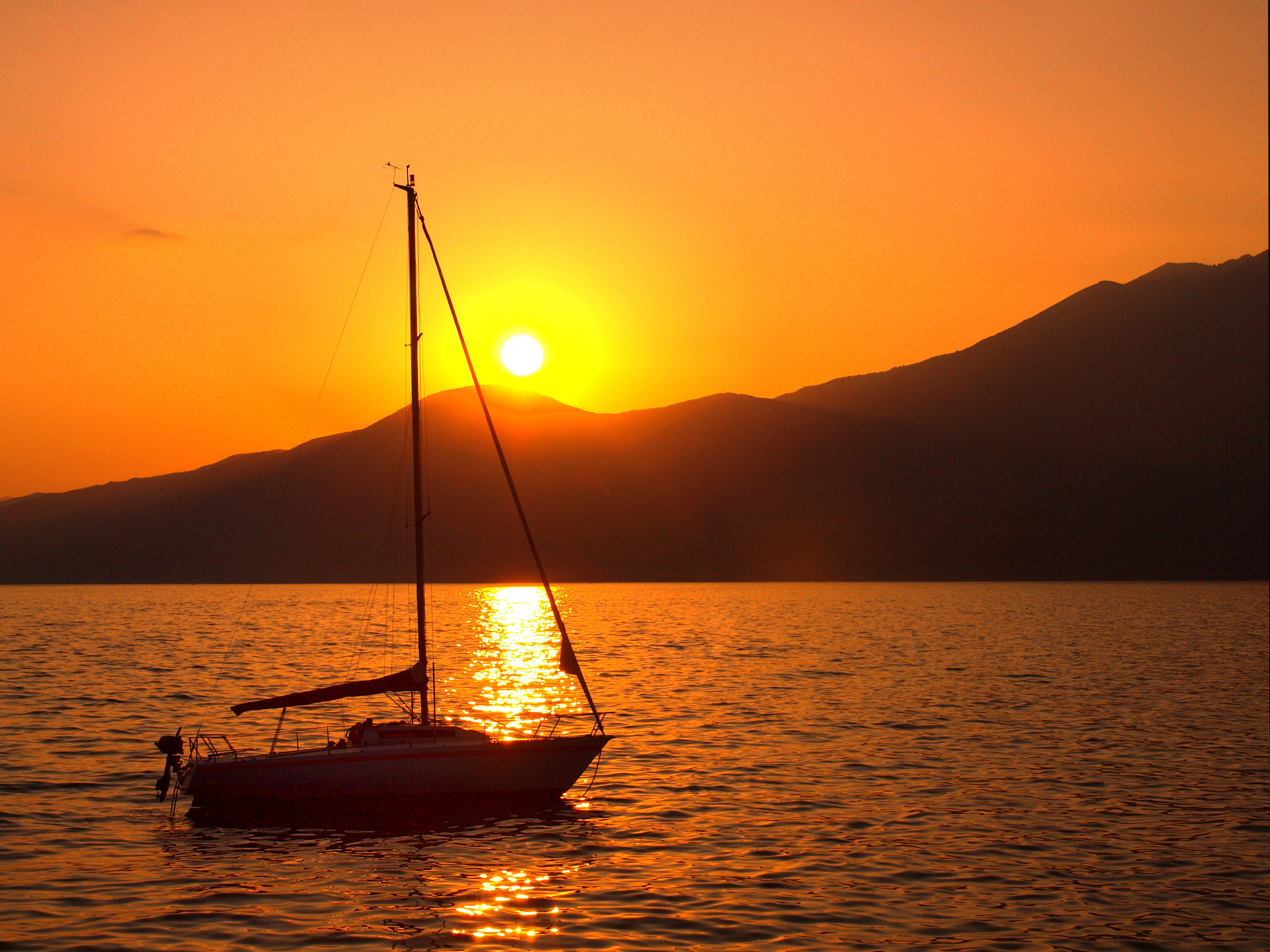
منظر قرب مدينة "توري"
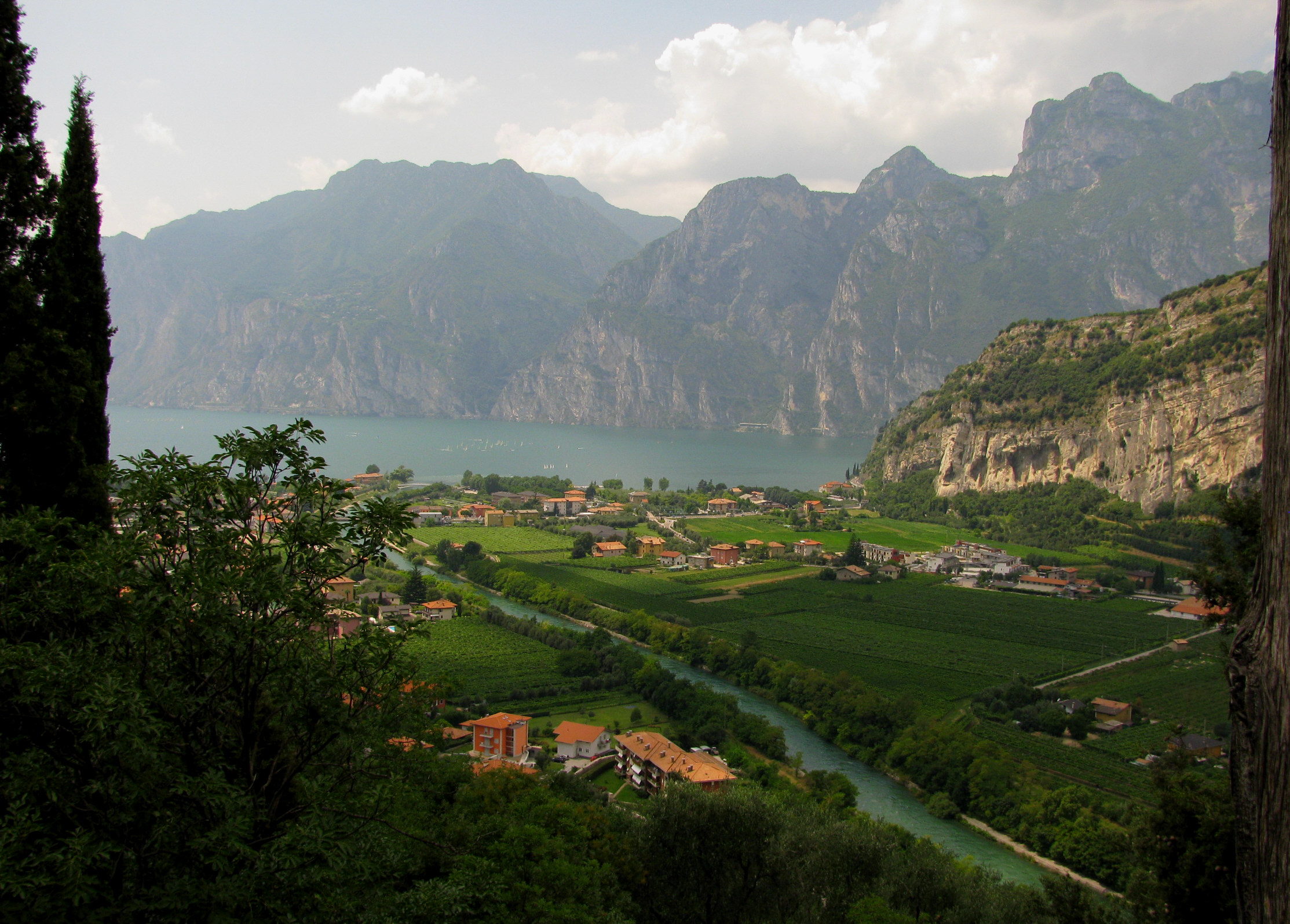
بحيرة غاردا، الساحل الشمالي
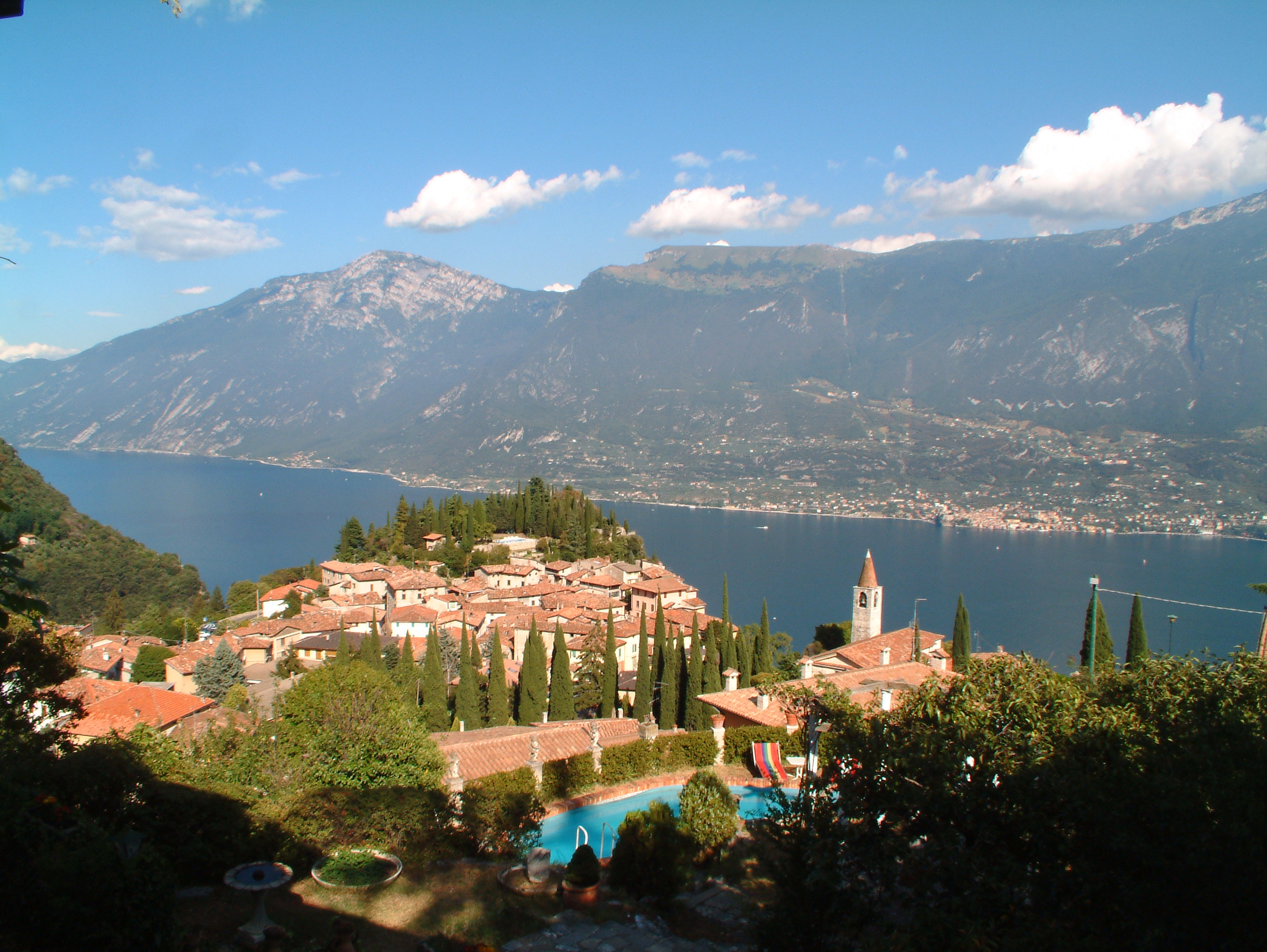
منظر من مدينة "تريموسيني"
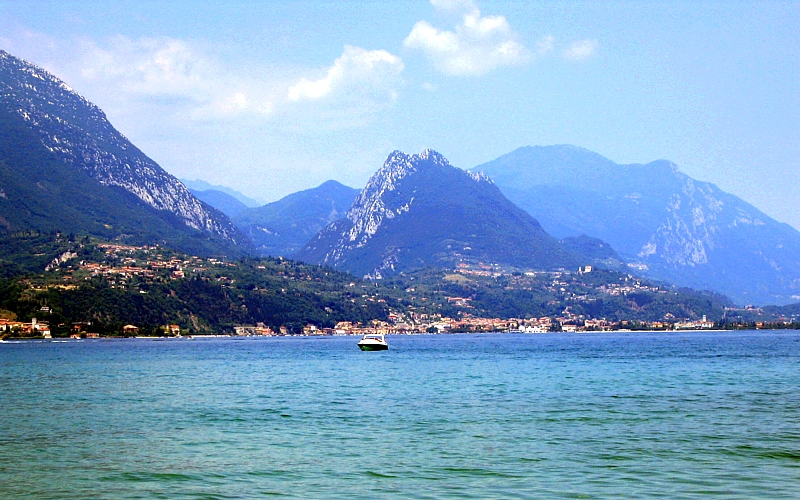
توسكولانو-ماديرنو
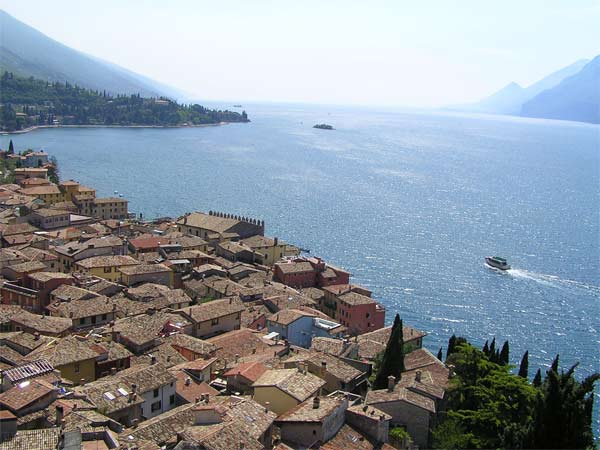
منظر للخليج عند مدينة مالسيسيني
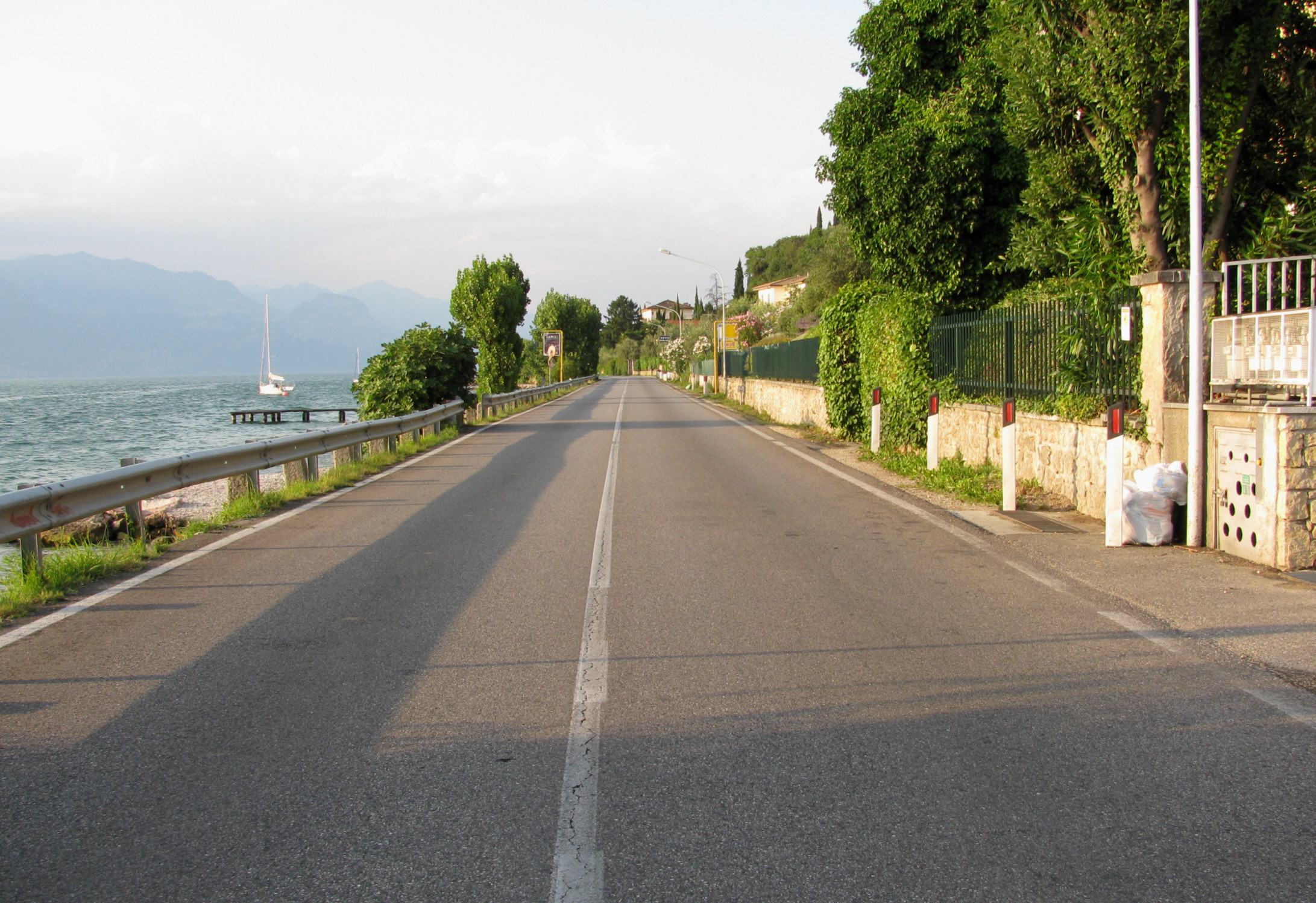
الطريق الدائري حول بحيرة غاردا
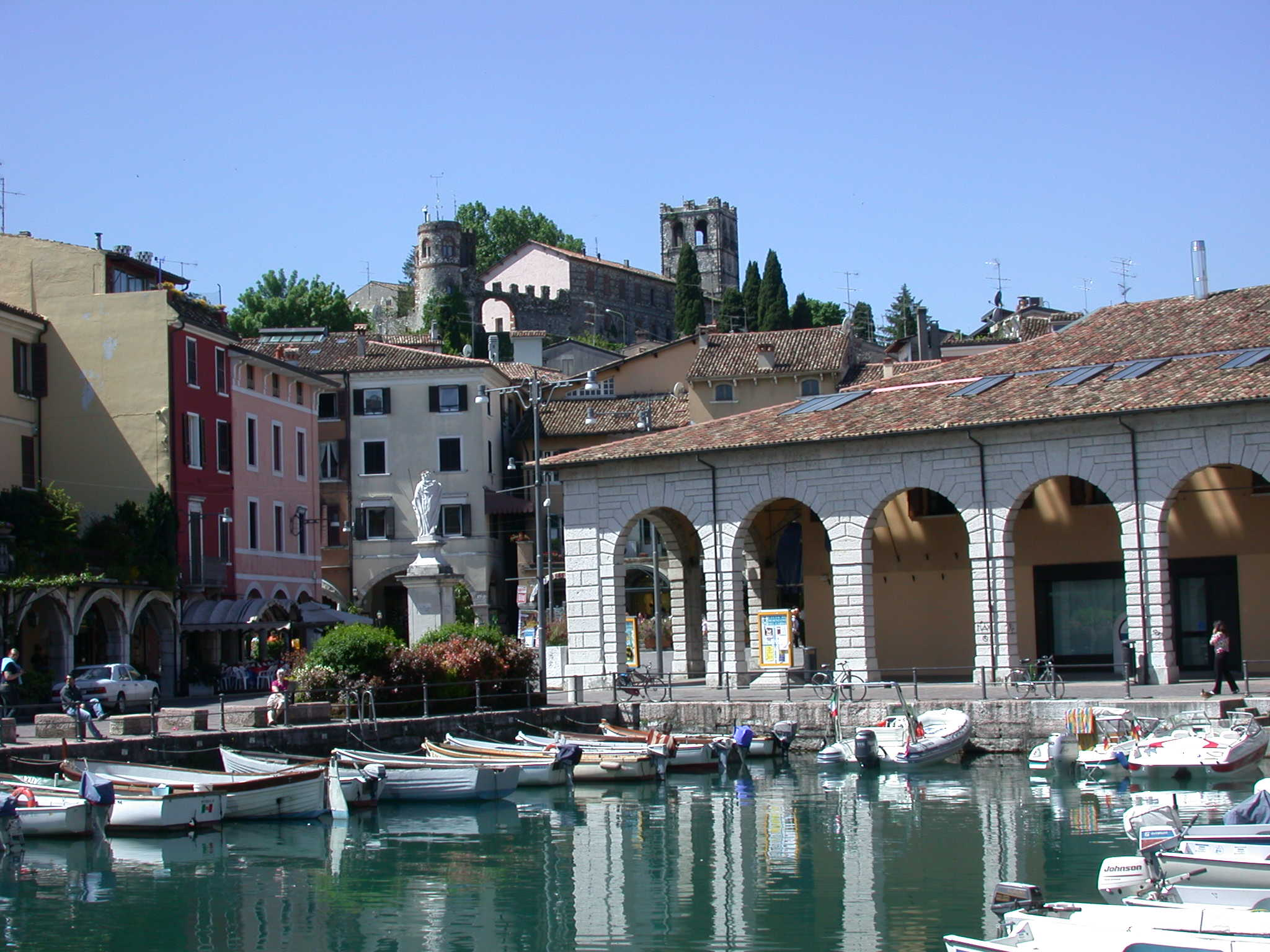
الميناء القديم في "ديسينزانو"
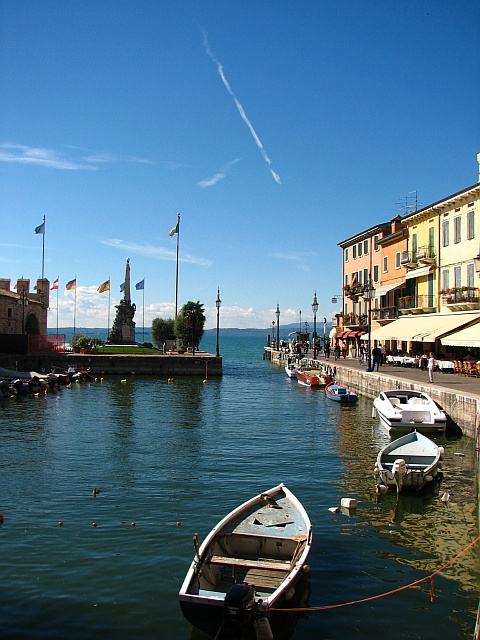
ميناء مدينة لازيسي
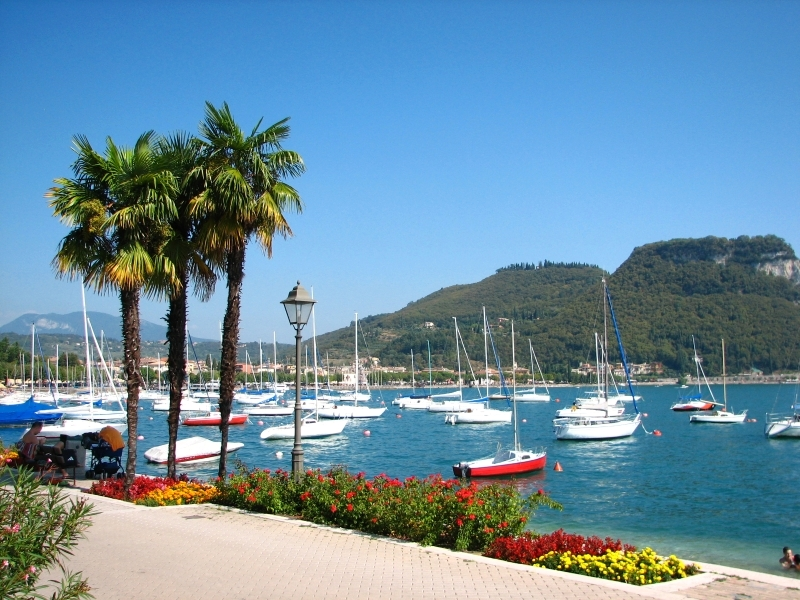
ميناء مدينة "غاردا"
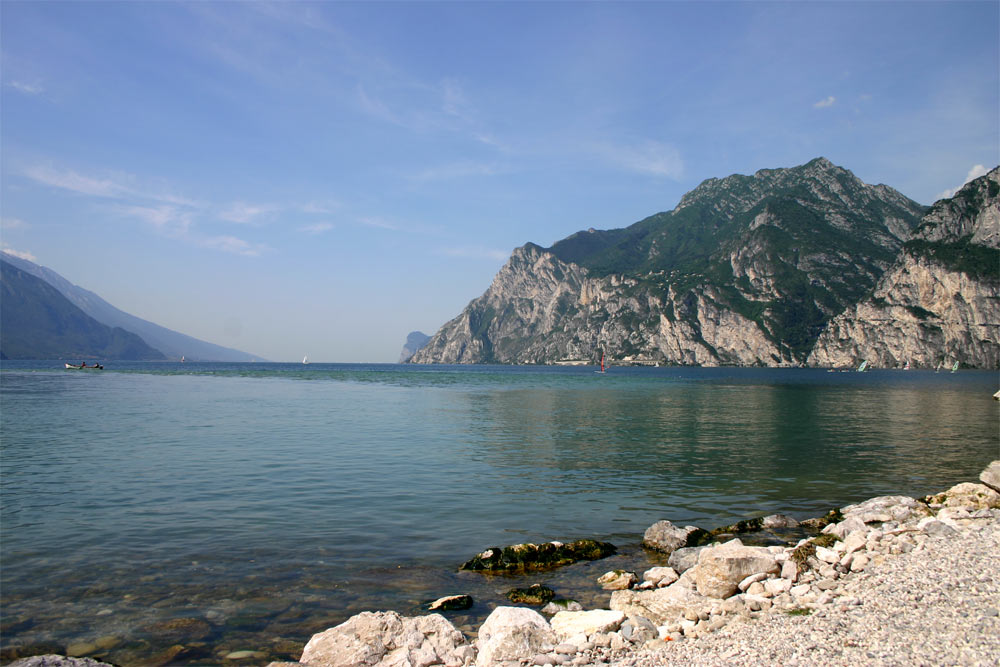
منظر عند مدينة "توربولي"
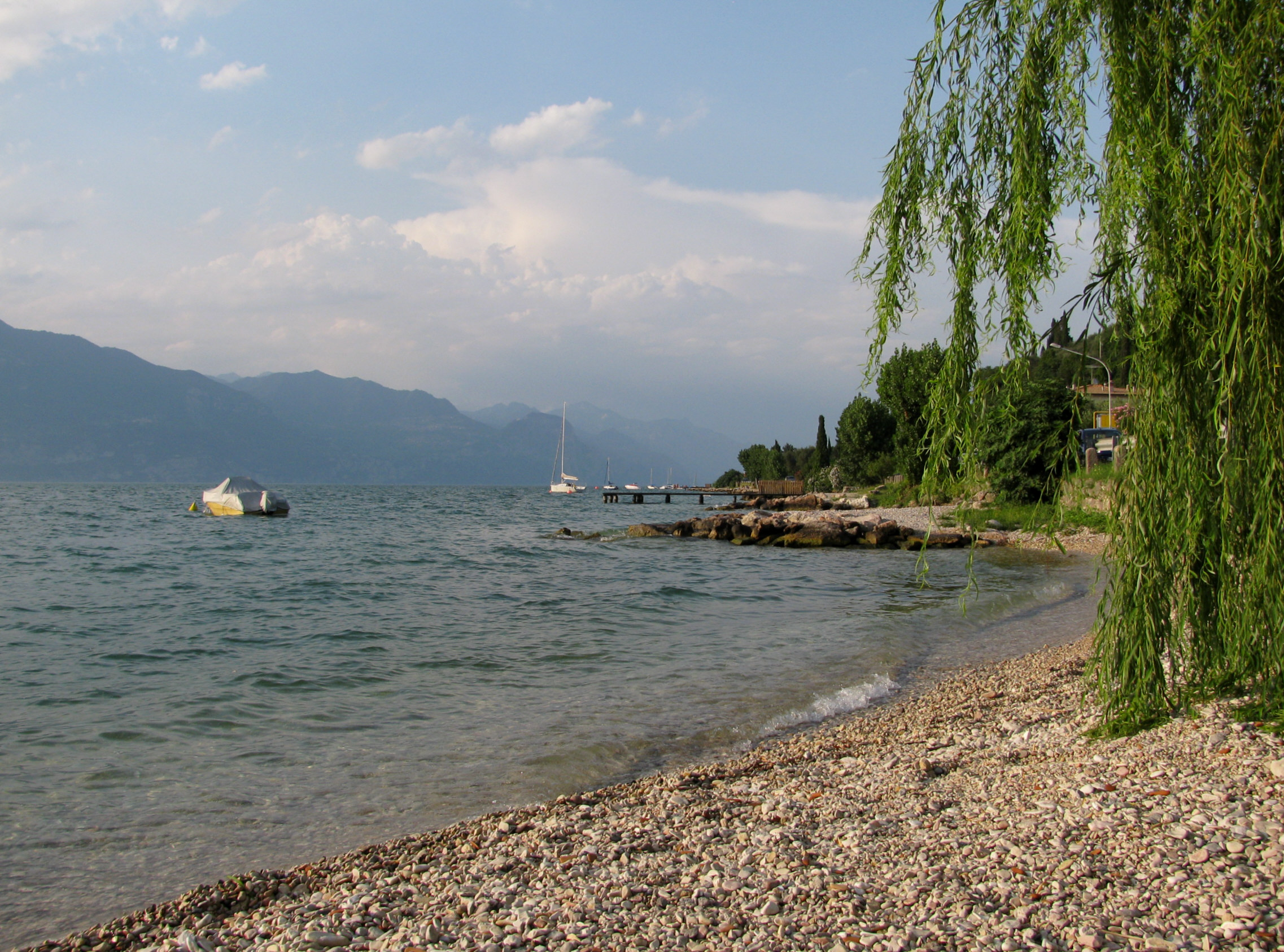
أحد المصايف
بانوراما عند مدينة "بيسكيرا" في الجنوب

## مدن بحيرة غاردا
- غاردا
- لازيسي
- بيسكيرا دل غاردا
- سيرميوني
- غاردوني ريفييرا
- سالو (إيطاليا)
- ليموني سول غاردا
- ريفا ريفييرا
- مالسيسيني
- ديسينزانو دل غاردا

## وصلات خارجية
- بحيرة غاردا على مشروع الدليل المفتوح
- خدمات العبارات على البحيرات الإيطالية - بحيرة غاردا نسخة محفوظة 4 أبريل 2010 على موقع واي باك مشين.، مع معلومات عامة حول البحيرة
- Teambuilding Lake Garda (en)
- (en) Teambuilding Lake Garda

‌